# Acacia sclerosperma
Acacia sclerosperma é uma espécie de leguminosa do gênero Acacia, pertencente à família Fabaceae.